# Landkreis Märkisch-Oderland
Der Landkreis Märkisch-Oderland er en landkreis i den østlige del af den tyske delstat Brandenburg. Administrationsby er Seelow. Nabokreise er mod nord Landkreis Barnim, i øst ligger Polen, i syd den kreisfrie by Frankfurt (Oder) og Landkreis Oder-Spree og mod vest Berlin. Naturpark Märkische Schweiz ligger i området.

## Byer og kommuner
Efter kommunalreformen i 2003 omfatter landkreisen 45 kommuner herunder 8 byer.
Kreisen havde 194328  indbyggere pr.  2018-12-31

| Byer ¹ amtstilhørende byer 1. Altlandsberg (9490) 2. Bad Freienwalde (Oder) (12365) 3. Buckow (Märkische Schweiz) ¹ (1486) 4. Lebus ¹ (3180) 5. Müncheberg (6870) 6. Seelow * (5426) 7. Strausberg (26587) 8. Wriezen * (7254) Amtfrie kommuner 1. Fredersdorf-Vogelsdorf (13873) 2. Hoppegarten (18048) 3. Letschin (3987) 4. Neuenhagen bei Berlin (18301) 5. Petershagen/Eggersdorf (15184) 6. Rüdersdorf bei Berlin (15696) |

| Amter og tilhørende kommuner 1. Barnim-Oderbruch (6658) [Sitz: Wriezen] 1. Bliesdorf (1195) 2. Neulewin (905) 3. Neutrebbin (1392) 4. Oderaue (1613) 5. Prötzel (1003) 6. Reichenow-Möglin (550) 2. Falkenberg-Höhe (4498) 1. Beiersdorf-Freudenberg (604) 2. Falkenberg * (2222) 3. Heckelberg-Brunow (682) 4. Höhenland (990) 3. Golzow (5271) 1. Alt Tucheband (790) 2. Bleyen-Genschmar (438) 3. Golzow * (817) 4. Küstriner Vorland (2561) 5. Zechin (665) 4. Lebus (6123) 1. Lebus, Stadt * (3180) 2. Podelzig (847) 3. Reitwein (470) 4. Treplin (363) 5. Zeschdorf (1263) | 5. Märkische Schweiz (9492) 1. Buckow (Märkische Schweiz), Stadt * (1486) 2. Garzau-Garzin (522) 3. Oberbarnim (1628) 4. Rehfelde (5058) 5. Waldsieversdorf (798) 6. Neuhardenberg (4571) 1. Gusow-Platkow (1290) 2. Märkische Höhe (567) 3. Neuhardenberg * (2714) 7. Seelow-Land (4634) [Sitz: Seelow] 1. Falkenhagen (Mark) (691) 2. Fichtenhöhe (509) 3. Lietzen (659) 4. Lindendorf (1331) 5. Vierlinden (1444) |